# Park Narodowy Bamingui-Bangoran
Park Narodowy Bamingui-Bangoran – park narodowy położony w północnej części Republiki Środkowoafrykańskiej. Został założony w 1979 roku (część terenów chroniona od 1933 roku). Powierzchnia 10 700 km². Dominującym typem roślinności są tu suche lasy, drzewiaste sawanny i lasy galeriowe. Stanowi miejsce występowania zróżnicowanej fauny: geparda, likaona, lamparta, słonia, hieny cętkowanej, hipopotama, nosorożca czarnego, bawoła, licznych gatunków antylop. W północnej, podmokłej części występują liczne gatunki ptaków wodnych. Został wpisany na listę rezerwatów biosfery UNESCO.